# Fichier national des personnes interdites d'acquisition et de détention d'armes
En France, le Fichier national des personnes interdites d'acquisition et de détention d'armes (FINIADA) est un fichier qui recense toutes les personnes ne pouvant acquérir ou détenir une arme. Ces personnes y sont inscrites à la suite d’une condamnation, d’un traitement psychiatrique ou encore d’une décision préfectorale.
Ce fichier est consultable par la Fédération nationale des chasseurs et les armuriers ainsi que les présidents des clubs de tir sportif depuis juillet 2018.

## Création
La création de ce fichier a été prévue par l'article 8 de la loi du 15 novembre 2001 sur la sécurité quotidienne, au moyen de l'insertion d'un article 19-1 dans le décret du 18 avril 1939. Cet article 19-1 a d'abord été transféré à l'article 19-2 (par l'article 83 de la loi du 18 mars 2003 sur la sécurité intérieure), puis codifié à l'article L. 2336-6 du Code de la défense lors de sa création en 2004.
Cet article renvoyait les modalités de création du fichier à un décret d'application, après avis de la Commission nationale de l'informatique et des libertés. Cet avis a été rendu en 2006, et le décret d'application a été pris en 2011.